# Костянтинивка
Костянтинивка (на украински: Костянтинівка) е селище от градски тип в Южна Украйна, Арбузински район на Николаевска област. Основано е през 1703 година. Населението му е около 2806 души.